# Adamello

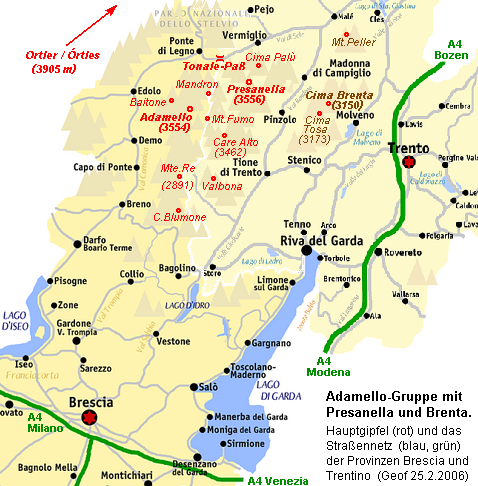
ligging van de Adamello

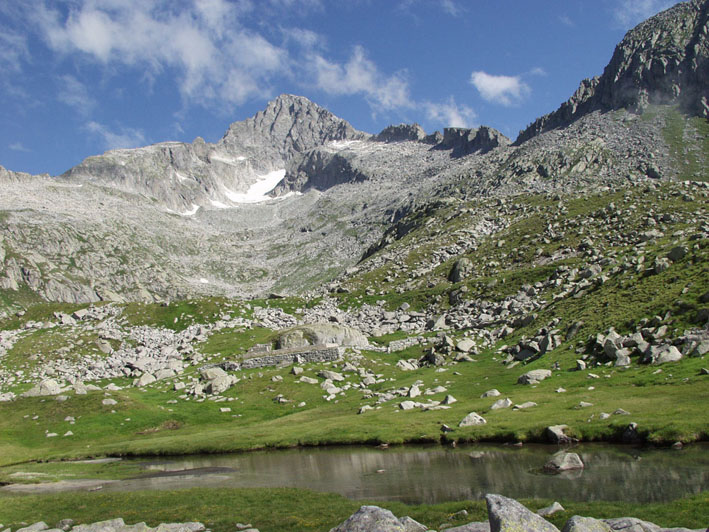
De top van de Carè Alto vanuit het Val di San Valentino.

De Adamello is een bergtop in een gelijknamig bijbehorend bergmassief (de Adamellogroep) in de Italiaanse Alpen. De Adamellogroep is ongeveer dertig bij dertig km groot en bevindt zich in de Italiaanse provincies Sondrio, Brescia en Trentino, halverwege het Ortlermassief op de Zwitserse grens en het Gardameer. Geografisch wordt de Adamello ingedeeld bij de Zuidelijke Kalkalpen, geologisch bij de Zuidelijke Alpen.

## Omgeving
De Adamellogroep wordt begrensd door de volgende dalen:
- in het noordwesten en noorden door het dal van de Oglio met het stadje Edolo en het Val Vermiglio. Deze twee dalen liggen in elkaars verlengde en lopen over de Tonale lijn, een zwakkere zone in de aardkorst. De twee dalen worden verbonden door de Tonalepas (1884 m).
- in het oosten en noordoosten door het Val Rendana, het dal van de Sarca, en de Valle di Campiglio met de plaatsen Tione, Pinzolo en Madonna di Campiglio.
- in het westen door het brede en diepe Val Camonica dat van Edolo naar Breno loopt.

In het zuiden wordt de Adamellogroep niet duidelijk begrensd.

## Bergtoppen
- Cima Presanella (3.558 m) is de hoogste top in het noordelijk deel van het massief
- De Adamello (3554 m), de naamgevende berg
- Carè Alto (3465 m)
- Mandrone (3283 m)

## Berghutten
- Rifugio ai Caduti dell'Adamello (3040 meter)

## Geologie
Het Adamellomassief wordt in het noorden begrensd door de Tonale lijn, een geologische breukzone die deel uitmaakt van de Periadriatische lijn, die de grens vormt tussen de voormalige Afrikaanse en Europese platen. Ten noordoosten van de Adamello komt deze breukzone samen met de zuidwest-noordoost georiënteerde Giudicárie lijn, een andere belangrijke breukzone. Langs de breukzones is een grote Alpiene graniet-intrusie omhoog gekomen, waaruit het Adamellomassief is opgebouwd. Deze intrusie wordt de Adamello graniet genoemd, en dagzoomt vooral in het oostelijke deel van het massief. Behalve graniet komt ook kwartsrijke dioriet voor, dat tonaliet genoemd wordt naar de Tonalepas.
Dankzij de Giudicárie lijn lopen de weinige grotere dalen die door het massief lopen van noordoost naar zuidwest.

## Natuur
Het grootste deel van de Adamellogroep is beschermd natuurgebied: het Parco Regionale dell' Adamello (in het westen) en het Parco Adamello-Brenta (in het oosten). In dit gebied leven de laatste bruine beren van de Alpen.
In het westelijke deel van het massief komen veel bergmeren voor: het Lago d' Aviolo op de hoogvlakte boven Edolo, het Lago d' Avio en Lago Benedetto, het Lago Gelati en de Lagi Baitone, de merenketen van het Lago Dosazzo, Lago di Salarno tot het Lago d' Arno in het Val di Saviore, dat in het zuidelijke gedeelte van het massief ligt, en nog twee grote meren in het Val di Daone.
De oostkant van de Adamellogroep is sterk vergletsjerd. Het firnbekken onder de Mandrone is het op een na grootste gletsjerveld van Italië.

## Overblijfselen uit de Eerste Wereldoorlog

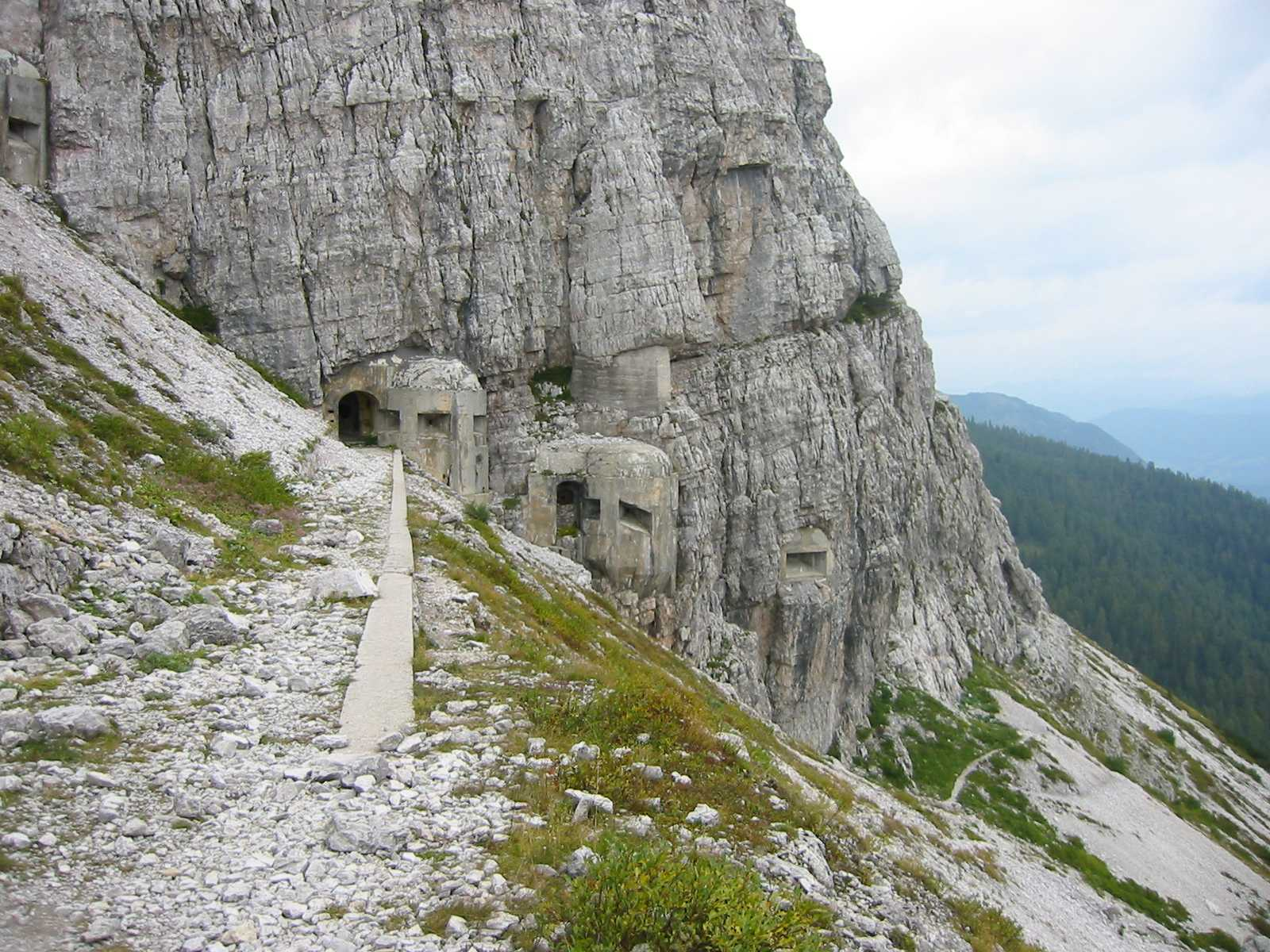
Ruïnes van loopgraven en bunkers aan het Dolomietenfront, Creston Popera.

In het Adamellomassief zijn nog talrijke sporen van de Eerste Wereldoorlog te vinden, van 1915 tot 1917 liep de Oostenrijks-Italiaanse frontlinie (het Dolomietenfront) door het massief. Langs de overblijfselen van bunkers en loopgraven is een lange-afstand-wandelpad aangelegd, dat van Zuid-Tirol naar de Zwitserse grens loopt en de Friedensweg of Via della Pace genoemd wordt. De militaire ruïnes worden tegenwoordig beschermd tegen verder verval.